# 怪人対名探偵
『怪人対名探偵』（かいじんたいめいたんてい）は、芦辺拓による日本の推理小説。「森江春策の事件簿シリーズ」の8作目。
本格ミステリベスト10の2001年版で第10位にランクインした。全ての章題が江戸川乱歩作品の章題から取られており、乱歩へ捧げるオマージュ作品でもある。

## 書籍情報
- 講談社ノベルス：2000年5月5日発行、ISBN 4-06-182132-6、表紙 辰巳四郎
- 講談社文庫：2004年12月15日発行、ISBN 4-06-274952-1、表紙 藤田新策、解説 喜国雅彦

## あらすじ
暴漢に襲われた女子高生、誘拐された小学生、バイクで事故を起こした男性、腹部に癌種を植え付けられ間もなく亡くなった老人……。ある男の深い恨みは、対象となる人物の親類縁者にも容赦なく及び、《殺人喜劇王》を名乗り、次々と奇妙な方法で命を奪っていく。名探偵・森江春策が明かす驚愕の真実とは……。

## 登場人物
三谷 駿（みたに しゅん）
小学6年生。探偵小説が好き。下校途中に何者かにさらわれる。
村下 玲美（むらした れみ）
16歳、高校1年生。下校途中に暴漢に襲われ、顔に怪我を負う。母子家庭。駿とはいとこ同士。
村下 加奈江（むらした かなえ）
玲美の母親。一人で喫茶店を切り盛りしている。
花筐城太郎（はながたみ じょうたろう）
さる有名作家が生み出した日本一の名探偵。推理が佳境に入ろうとする時に、花に塩をかけて食べるという癖がある。
有明 雅彦（ありあけ まさひこ）
花筐の少年助手。日本一の名助手。
稲賀 剛士（いなが たけし）
大手広告代理店《大通ギガント》の副部長。いつも人を小馬鹿にしたような態度を取る。
河津 裕香（かわづ ゆうか）
玲美のクラスメイト。ふさぎ込んでいた玲美をコスプレパーティーに誘う。赤沢真紀のホームページで森江のことを知り、玲美と共に森江の事務所を訪れる。
森江 春策（もりえ しゅんさく）
通称レトロ・ビルに法律事務所を構える弁護士。玲美に《殺人喜劇王》について相談される。
新島 ともか（にいじま ともか）
「不思議の国のアリバイ」事件以来の、森江の秘書兼助手。
滝 儀一（たき ぎいち）
大阪府警の警部。森江が高校時代に知り合った。
来崎 四郎（きざき しろう）
仮名文字新聞の記者。
平田 鶴子（ひらた つるこ）
森江の行きつけのコーヒーショップ〈謎譚亭〉のオーナーの老婦人。情報交換の場であり、常連客たちは様々な知恵を貸してくれる。

## 章題
どの乱歩作品から取られているのかは、乱歩の世界内の対照表を参照
- プロローグ
- 十三号室の借主
- 闇を這うもの
- 蠢く触手
- 幻の兇笑
- 名探偵花筐城太郎
- 怪人物R・K
- 怪屋の怪
- 花筐城太郎の推理
- 恐ろしき水罠
- 大夜会
- 二人探偵
- 地上と地下
- 魔術師の怪技
- 時計塔の秘密
- 大空の縊死体
- 殺人映画
- ハヤブサ丸
- 異国風の怪人
- 桁はずれの悪計
- 生ける蝋人形
- 人体溶解術
- 空中観覧車
- 意外の人物
- 飛ぶ悪魔
- 探偵作家の推理
- 拷問窟
- 一足違いに
- 奇怪なる娯楽園
- パノラマ人形
- ズバ抜けた欺瞞
- 燃える骸骨
- 失望した滝警部
- 恐ろしき婚礼
- 有明少年の危難
- 殺人喜劇王対森江春策
- 白堊館の密話
- 空っぽの邸宅
- 森江春策の推理
- 邪悪の故郷
- 毒焔